# 信任，但要核实
信任，但要核实（俄語：Доверяй, но проверяй，羅馬化：Doveryay, no proveryay，IPA：[dəvʲɪˈrʲæj no prəvʲɪˈrʲæj]）是一句俄罗斯押韵谚语。美国总统里根在接受美国学者的建议下，于冷战时期对苏联谈判核裁军问题时曾多次使用。

## 影响
- 印度媒体在2020年中印边境冲突时，称对中国应当“不信任，直至完全核实”甚至“核实且仍不信任”[2][3]。
- 美国国务卿迈克·蓬佩奥曾称，对中国应当“不信任，且要核实”[4][5]。